# 8 febbraio
L'8 febbraio è il 39º giorno del calendario gregoriano. Mancano 326 giorni alla fine dell'anno (327 negli anni bisestili).

## Eventi
- 421 – Costanzo III diventa co-imperatore dell'Impero romano d'Occidente;
- 1587 – Maria Stuarda, regina di Scozia, viene giustiziata;
- 1622 – Re Giacomo I d'Inghilterra scioglie il Parlamento inglese;
- 1659 – Battaglia di Mjadzel nell'ambito della guerra russo-polacca;
- 1692 – Un medico del villaggio di Salem, nella Colonia della Baia del Massachusetts, dichiara che tre ragazze adolescenti sono possedute da Satana, portando al Processo alle streghe di Salem;
- 1807 – Battaglia di Eylau: Napoleone sconfigge l'esercito russo del generale Levin August von Bennigsen;
- 1814 – Battaglia del Mincio: Eugenio di Beauharnais sconfigge gli austriaci del feldmaresciallo Heinrich Johann Bellegarde;
- 1837 – Richard Johnson diventa il primo vicepresidente degli USA eletto dal Senato;
- 1848 – Carlo Alberto promette lo Statuto Albertino; insurrezione degli studenti universitari a Padova contro l'Impero austriaco;
- 1856 – Viene scoperto l'asteroide 39 Laetitia;
- 1861 – La Convenzione di Montgomery annuncia la creazione degli Stati Confederati d'America e i delegati costituiscono il Congresso provvisorio;
- 1865 – L'abate naturalista Gregor Mendel formula la teoria dell'ereditarietà;
- 1878 – Viene scoperto l'asteroide 183 Istria;
- 1889 – Viene scoperto l'asteroide 283 Emma;
- 1900 – Le truppe britanniche vengono sconfitte dai Boeri a Ladysmith (Sudafrica);
- 1904 – Guerra russo-giapponese: un attacco a sorpresa giapponese su Port Arthur (Manciuria) dà il via alla guerra;
- 1922 – Il presidente statunitense Warren G. Harding introduce la prima radio alla Casa Bianca;
- 1923 – Il Völkischer Beobachter inizia le pubblicazioni come quotidiano;
- 1924 – Pena di morte: la prima esecuzione col gas si svolge nello Stato del Nevada;
- 1943 – Seconda guerra mondiale: i sovietici riconquistano la città di Kursk;
- 1944 – Bombardamento di Padova: circa duecento persone uccise nella distruzione di un rifugio[1];
- 1948 – A Sankt Moritz (Svizzera) si concludono i V Giochi olimpici invernali;
- 1949 – In Ungheria il cardinale József Mindszenty viene condannato per tradimento;
- 1963 – I viaggi e le transazioni finanziarie e commerciali da parte dei cittadini statunitensi con Cuba vengono resi illegali dall'amministrazione Kennedy;
- 1968 – A Orangeburg (Carolina del Sud) una dimostrazione per i diritti civili inscenata in una sala da bowling per soli bianchi viene dissolta dalla polizia portando alla morte di tre studenti universitari;
- 1971 – Debutta un nuovo mercato borsistico statunitense, il Nasdaq;
- 1974
  - Colpo di Stato militare nell'Alto Volta;
  - Dopo 84 giorni nello spazio, l'equipaggio della stazione spaziale statunitense Skylab ritorna sulla Terra;
- 1978 – Le sedute del Senato degli Stati Uniti vengono trasmesse per radio la prima volta;
- 1984 – Iniziano i XIV Giochi olimpici invernali a Sarajevo (nell'allora Repubblica Federale di Jugoslavia);
- 1992 – Iniziano i XVI Giochi olimpici invernali ad Albertville in Francia;
- 1996 – Il Congresso degli Stati Uniti approva il Communications Decency Act, primo tentativo di regolare la pornografia su Internet;
- 2002 – Iniziano i XIX Giochi olimpici invernali a Salt Lake City, USA;
- 2006 – Laura Pausini è la prima cantante donna italiana a ricevere un Grammy Award.

## Nati
Ci sono circa 1 300 voci su persone nate l'8 febbraio; vedi la pagina Nati l'8 febbraio per un elenco descrittivo o la categoria Nati l'8 febbraio per un indice alfabetico.

## Morti
Ci sono circa 600 voci su persone morte l'8 febbraio; vedi la pagina Morti l'8 febbraio per un elenco descrittivo o la categoria Morti l'8 febbraio per un indice alfabetico.

## Feste e ricorrenze

### Religiose
Cristianesimo:
- San Girolamo Emiliani (o Miani), protettore della gioventù abbandonata
- Santa Giuseppina Bakhita, vergine
- Sant'Elfleda di Whitby, badessa
- San Giacuto, monaco
- Sant'Evenzio (Invenzio), vescovo di Pavia
- San Laureato, martire
- Santi Martiri costantinopolitani
- San Nicezio di Besançon, vescovo
- Sant'Onorato, arcivescovo di Milano
- San Paolo di Verdun, vescovo
- Santa Quinta d'Alessandria, martire
- Santo Stefano di Grandmont, eremita
- San Teodoro di Eraclea
- Beati Alfonso de Riera, Francesco de Aretto, Dionisio Rugger e Francesco Donsu, mercedari
- Beata Giuseppina Bonino
- Beato Pietro Igneo, monaco
- Beata Madre Speranza di Gesù, religiosa
- Beata Elisa Martinez, religiosa

Religione romana antica e moderna:
- Fornacalia, secondo giorno